# Лагуна Хилс (Калифорния)
Лагуна Хилс (на английски: Laguna Hills в превод „Лагунови хълмове“) е град в щата Калифорния, САЩ.
Лагуна Хилс се намира в окръг Ориндж и е с население от 31 178 жители (2000 г.) и има обща площ от 16,50 км² (6,40 мили²). В градът се намира едноименният мол „Лагуна Хилс“.

## Личности
- Кейтлин Сандено, плувкиня
- Майкъл Новалес, филипински фугурист
- Чад Карвин, плувец